# Josef Reindl
Josef „Peppi“ Reindl (* um 1950) ist ein ehemaliger deutscher Eishockeyspieler, der unter anderem für den EV Mittenwald, EC Deilinghofen und EC Peiting in der zweithöchsten deutschen Spielklasse aktiv war.

## Karriere
Peppi Reindl begann beim SC Garmisch-Partenkirchen mit dem Eishockeyspielen. Als Jugendspieler wurde er auch in bayerische Auswahlmannschaften berufen. Ab 1967 gehörte er zu den ersten Eishockeyspielern des ESV Jahn Kassel, aus dem sich später die Kassel Huskies entwickelten. Im Jahr 1969 kehrte er zu seinem inzwischen in EV Mittenwald umbenannten Heimatverein zurück, mit dem er in der Saison 1969/70 in die zweitklassige Oberliga aufstieg. Zur Spielzeit 1972/73 wechselte er zum EC Deilinghofen (ECD), für den er ab 1973 auch in der neu geschaffenen 2. Bundesliga auflief. In insgesamt drei Jahren für den ECD absolvierte er 92 Spiele und erzielte 35 Tore. Nach einer Saison beim EC Peiting, bei dem er mit 13 Treffern in 28 Partien zu den erfolgreichsten Torschützen zählte, beendete der Stürmer im Jahr 1976 seine Karriere. 
In den folgenden Jahren trat Reindl als Trainer in Erscheinung. Beim SC Riessersee trainierte er zeitweise die U20-Mannschaft und in der Saison 1980/81 stand er bei der EA Schongau in der inzwischen drittklassigen Oberliga hinter der Bande.

## Erfolge und Auszeichnungen
- 1970 Aufstieg in die Oberliga mit dem EV Mittenwald

## Familie
Josef Reindl ist der Bruder von Franz Reindl, der als Eishockeyspieler unter anderem die Bronzemedaille bei den Olympischen Winterspielen 1976 gewann und später Präsident des Deutschen Eishockey-Bundes war.